# Autopista de Pau Casals
La autopista de Pau Casals es el nombre que recibe el tramo de la autopista C-32, Corredor catalán del Mediterráneo, que se inicia en Vendrell y finaliza en Barcelona
Discurre por la costa catalana del Bajo Panadés, Garraf y Bajo Llobregat. Empieza en el enlace 31 de la autopista del Mediterráneo, la E-15 AP-7 , y finaliza, en un enlace de la B-20. Su longitud es de 56 km, disponiendo 2 áreas de servicio: Gavá y Garraf. De los 19 enlaces que permiten el acceso a dicha autopista, de ellos 6 son de tipo parciales y 13 son totales. Esta autopista se construyó en 2 fases, la primera Barcelona-Sitges, se terminó en 1992, y la segunda Sitges-Vendrell, se terminó en 1998.
La Concesionaria de la Autopista es Aucat del grupo Abertis entre Vendrell y el puente de la C-234 en Gavá (del PK. 0+000, hasta el PK. 47+628). Desde Gavá hasta Sant Boi, punto en que se transforma en la B-20, es un tramo conservado y explotado directamente por la Generalidad de Cataluña.
Hasta el año 2001 su codificación era  A-16  (Barcelona - Vendrell). El kilómetro 0 empezaba en las proximidades de la ciudad de Barcelona.

## Otros nombres
Dicha autopista también se llamaba oficialmente hasta el año 1998 Autopista dels Túnels del Garraf (Autopista de los Túneles del Garraf) y esta denominación, actualmente no oficial, aún perdura en el vocabulario de las habitantes de dichas zonas.

## Enlaces
| Número de Salida    | Nombre de Salida | Carretera que enlaza y/u observaciones                                           |
| ------------------- | --- | -------------------------------------------------------------------------------- |
| 0                   | Tarragona / Barcelona - Lérida                                                                                      | AP-7 E-15 31                                                                     |
| 2                   | Vendrell Oeste - Comarruga                                                                                          | N-340                                                                            |
| 3                   | Vendrell Sur - San Salvador                                                                                         | TV-2127 Acceso parcial Solo entrada sentido Barcelona y salida sentido AP-7 E-15 |
| 6                   | Calafell - Segur de Calafell - Bellvey                                                                              | C-31 TV-2126 Peaje para entrada sentido AP-7 E-15 y salida sentido Barcelona     |
|                     | Túneles de Calafell                                                                                                 |                                                                                  |
| 10                  | Segur de Calafell                                                                                                   | Acceso parcial Sólo salida sentido AP-7 E-15 y entrada sentido Barcelona         |
|                     | Provincia de Tarragona / Provincia de Barcelona                                                                     |                                                                                  |
| 13                  | Cubellas - Cunit | C-31                                                                             |
|                     | Peaje de Cubellas                                                                                                   |                                                                                  |
|                     | Área de Servicio del Garraf                                                                                         |                                                                                  |
| 16                  | Arbós - Villanueva y Geltrú Oeste                                                                                   | BV-2115 Acceso parcial Solo entrada sentido AP-7 E-15 y salida sentido Barcelona |
| 21                  | Villanueva y Geltrú Norte - Villafranca del Panadés                                                                 | C-15                                                                             |
| 26                  | San Pedro de Ribas Sur - Sitges Oeste                                                                               |                                                                                  |
| 28                  | San Pedro de Ribas Este                                                                                             | C-15B B-211                                                                      |
| 30                  | Sitges Centro |                                                                                  |
| 31                  | Sitges Norte - Aiguadolç - C-31 Barcelona                                                                           | C-31                                                                             |
| Sentido Barcelona   | Túneles del Garraf                                                                                                  | Sentido AP-7 E-15                                                                |
|                     | Peaje de Vallcarca                                                                                                  |                                                                                  |
| Sentido Barcelona   | Túneles del Garraf                                                                                                  | Sentido AP-7 E-15                                                                |
| 41                  | Las Tiendas de Sitges                                                                                               | Acceso parcial Solo entrada sentido AP-7 E-15 y salida sentido Barcelona         |
| 42                  | Puerto Ginesta - Garraf - C-31                                                                                      | C-31                                                                             |
| - Sentido Barcelona | Entrada área metropolitana de Barcelona - Límite de velocidad variable según condiciones de tráfico y contaminación | Sentido AP-7 E-15                                                                |
| 44                  | Castelldefels Sur                                                                                                   |                                                                                  |
| 46                  | Castelldefels |                                                                                  |
|                     | Área de Servicio de Gavá                                                                                            |                                                                                  |
| 47                  | Gavá | B-210                                                                            |
| 51                  | Viladecans |                                                                                  |
| 53                  | San Baudilio de Llobregat                                                                                           |                                                                                  |
| 56                  | B-20 Barcelona - Aeropuerto de Barcelona                                                                            | C-32B ' C-31C '                                                                  |

## IMD
La IMD (Intensidad Media Diaria) de la C-32 Sur ha evolucionado de la siguiente manera. Unidades en vehículos/día
| Año  | Tramo Castelldefels-Sitges | Tramo Sitges-Vendrell |
| ---- | -------------------------- | --------------------- |
| 1992 | 15.399                     | ---                   |
| 1993 | 15.770                     | ---                   |
| 1994 | 15.524                     | ---                   |
| 1995 | 15.619                     | ---                   |
| 1996 | 16.073                     | ---                   |
| 1997 | 17.704                     | ---                   |
| 1998 | 21.012                     | 10.457                |
| 1999 | 25.705                     | 11.797                |

Fuente: Generalidad de Cataluña